# 홍세완
홍세완(洪世完, 1978년 1월 16일 ~ )은 전 KBO 리그 KIA 타이거즈의 내야수이자, 현 KBO 리그 KIA 타이거즈의 타격보조코치이다.

## 선수 시절

### 해태 타이거즈&KIA 타이거즈시절
장충고등학교를 졸업 후 1996년 신인 드래프트에서 2차 11라운드 지명을 받은 뒤 성균관대학교 체육학과에 입학했다. 졸업 후 2000년에 입단하였다. 2001년부터 팀의 주전 유격수로 활약했고, 2003년에는 유격수로서 세 자릿수 타점을 달성했다.
그러나 그 이후 잦은 부상으로 기대에 미치지 못했고, 33세의 이른 나이였던 2010년에 은퇴했다.

## 야구선수 은퇴 후
KIA 타이거즈에서 1~3군을 오가며 트레이너 및 타격코치로 활동했다.
2020년에는 당시 단장이었던 손차훈의 부름을 받아 SK 와이번스의 수비코치로 이적했다.

## 출신 학교
- 서울구로남초등학교
- 서울 경원중학교
- 장충고등학교
- 성균관대학교

## 부상
- 2000년 오른쪽 손목 골절
- 2001년 오른쪽 무릎 근육통
- 2002년 무릎 통증, 고막 파열, 디스크
- 2003년 오른쪽 팔꿈치 인대 파열
- 2004년 오른쪽 팔꿈치 관절 통증
- 2006년 기흉, 오른쪽 무릎 부상, 오른쪽 어깨 부상
- 2007년 왼쪽 무릎 부상

## 통산 기록
| 연도 | 소속팀 | 포지션   | 경기 | 타수 | 득점 | 안타 | 홈런 | 타점 | 도루 | 4사구 | 삼진 | 타율  | 장타율 | 비고              |
| ---- | ------ | -------- | ---- | ---- | ---- | ---- | ---- | ---- | ---- | ----- | ---- | ----- | ------ | ----------------- |
| 2000 | 해태   | 유격수   | 49   | 171  | 24   | 41   | 5    | 21   | 2    | 17    | 27   | 0.240 | 0.363  |                   |
| 2001 | KIA    | 유격수   | 133  | 451  | 60   | 132  | 14   | 72   | 8    | 46    | 62   | 0.293 | 0.443  |                   |
| 2002 | KIA    | 유격수   | 111  | 401  | 43   | 103  | 12   | 69   | 7    | 36    | 68   | 0.257 | 0.399  |                   |
| 2003 | KIA    | 유격수   | 129  | 487  | 75   | 141  | 22   | 100  | 7    | 48    | 54   | 0.290 | 0.483  | 유격수 골든글러브 |
| 2004 | KIA    | 유격수   | 96   | 342  | 57   | 101  | 15   | 51   | 8    | 56    | 43   | 0.295 | 0.491  |                   |
| 2005 | KIA    | 유격수   | 90   | 345  | 45   | 98   | 9    | 46   | 7    | 38    | 41   | 0.284 | 0.412  |                   |
| 2006 | KIA    | 유격수   | 66   | 214  | 14   | 44   | 1    | 17   | 0    | 23    | 34   | 0.206 | 0.248  |                   |
| 2007 | KIA    | 유격수   | 59   | 199  | 22   | 52   | 7    | 27   | 0    | 24    | 22   | 0.261 | 0.402  |                   |
| 2009 | KIA    | 지명타자 | 74   | 218  | 26   | 57   | 5    | 27   | 2    | 35    | 39   | 0.261 | 0.367  |                   |
| 2010 | KIA    | 지명타자 | 10   | 25   | 0    | 5    | 0    | 1    | 0    | 2     | 6    | 0.200 | 0.240  |                   |
| 통산 | 10시즌 | 내야수   | 817  | 2853 | 366  | 774  | 90   | 431  | 41   | 325   | 396  | 0.271 | 0.416  |                   |